# Богоявленский, Сергей Константинович
Серге́й Константи́нович Богоявле́нский (1872 — 1947) — русский и советский историк, археограф и источниковед, археолог. Доктор исторических наук (1943), профессор (1922), член-корреспондент Академии наук СССР (1929). Ученик В. О. Ключевского и П. Г. Виноградова.

## Биография
Сергей Константинович Богоявленский родился 17 (29) февраля 1872 года в Москве в семье потомственных почётных граждан — священника, протоиерея Собора Василия Блаженного К. И. Богоявленского и дочери ректора Московской духовной академии С. К. Смирнова — Варвары Сергеевны. Двоюродным дедом его был Владыка Московский Филарет (Дроздов). Семья была связана родственными узами с известными русскими историками П. Н. Милюковым и А. П. Голубцовым.
В 1891 году окончил 3-ю московскую гимназию; в 1895 году — историко-филологический факультет Московского университета.
В 1895—1897 годах участвовал в своих первых археологических раскопках на территории Лифляндии, Курляндии и Эстляндии: изучал пути миграции ливов из Карелии на берега Рижского залива. Раскопки древних поселений велись на берегу залива в Колке, Мерсрагсе, Мазирбе, а также в Кокнесе, в то время как семья исследователя проводила лето в маленьком рыбачьем посёлке Меллужи. Обобщение этих работ учёный завершил перед Первой мировой войной. Как отмечает С. В. Бахрушин, «результатом двухлетних работ в Эстляндии, Лифляндии и Курляндии явилась его очень ценная статья, которая была опубликована в Трудах Рижского археологического съезда. На основании этих раскопок и глубокого изучения русских и заграничных музейных коллекций С. К. Богоявленский составил и опубликовал свою собственную теорию о переселении ливов из Карелии к Рижскому заливу, в связи с чем получилось новое этническое определение курганных и бескурганных могильников на территории от Западной Двины до Кенигсберга и Данцига».
С 1897 г. работал учителем истории и географии в Московском реальном училище К. Ф. Воскресенского.
В 1898—1900 гг. служил в Московском главном архиве Министерства иностранных дел (МГАМИД) в должности сверхштатного чиновника VIII класса. В 1900—1917 гг. — делопроизводитель этого архива.
С. К. Богоявленский многие годы производил раскопки в Москве и Московской области, раскопал несколько сот курганов, собрал большую печатную и рукописную литературу и составил археологическую карту бывшей Московской губернии с объяснительным текстом в 15 печатных листов. Однако при жизни археолога эта карта так и не была напечатана.
В 1909 году Сергей Константинович стал соучредителем общества «Старая Москва» — Комиссии по изучению старой Москвы при Императорском Московском археологическом обществе. В 1910 г. участвовал в подготовке и издании коллективного, богато иллюстрированного труда по истории Москвы — «Москва в её прошлом и настоящем».
С 1912 г. состоял в чине статского советника. Главный архиватор министерства иностранных дел Российской империи.
В 1918 г. активно участвовал в проведении архивной реформы, создании архивно-методической документации. Выступал в течение ряда лет на страницах журнала «Архивное дело» со статьями о своей работе в разборочных и проверочных комиссиях.
В 1918—1920 гг. — помощник управляющего 3-м московским отделением I секции ЕГАФ и заведующий отделом этого отделения, то есть заведующий бывшим МГАМИД.
В 1920—1924 гг. — управляющий 1-м отделением Главархива РСФСР.
В 1921 году Богоявленский вошёл в комиссию при Главархиве РСФСР по исполнению статьи IX Рижского мирного договора с Польшей. Комиссией руководил М. К. Любавский, в её состав входили также Н. Ф. Бельчиков и В. И. Пичета. Аналогичная комиссия под руководством А. Е. Преснякова возникла несколько позже и в Петрограде. На основании документов московской комиссии, которая провела десять заседаний с 23 апреля по 11 мая 1921 г., была подготовлена служебная записка председателя ЦИК БССР и СНК БССР А. Г. Червякова в Главархив РСФСР от 31 мая 1921 г. о недопущении выдачи Россией Литовской метрики какому-либо государству, кроме Белоруссии.
С 1 мая 1925 г. по август 1930 г. — старший архивист Древлехранилища.
В 1922—1924 годах — профессор кафедры архивоведения (археографии) Первого МГУ. Одновременно в 1922—1926 годах был экспертом Наркомата иностранных дел СССР.
В 1929 году стал членом-корреспондентом АН СССР.
В августе 1930 года был арестован и в феврале 1931 г. по «академическому делу» приговорён к 10 годам ссылки. Находился в ссылке в Новосибирске, работал старшим научным сотрудником архивного управления Западно-Сибирского края. Досрочно освобождён в 1933 г., вернулся в Москву. Судимость была снята в 1936 году.
В 1933—1935 годах — нештатный сотрудник Комиссии по транскрипции при Главном картографическом управлении. С 1935 года возобновилось его сотрудничество с Академией наук.
С 1939 г. — старший научный сотрудник Института истории АН СССР(ИИАН). Работая в институте, продолжал сотрудничать с архивом. Он был членом Учёного совета ЦГАДА и постоянным консультантом Центрального архивного управления по специальным вопросам. Он также редактировал первый том «Путеводителя по ЦГАДА» (Москва, 1947).
С 1939 года Богоявленский был членом Археологической комиссии АН СССР, Комиссии содействия реконструкции Москвы.
Во время войны Богоявленский с семьёй был эвакуирован в Ташкент, где написал две статьи о Ташкенте во второй половине XIX в., основанные на неизданных местных материалах.
Секретным постановлением Совнаркома СССР за № 2751 от 27 октября 1945 г. «О командировании в Чехословакию группы научных работников для принятия Русского заграничного архива в Праге» был включён в группу научных работников Академии наук, Главного архивного управления НКВД СССР и Института Маркса-Энгельса-Ленина в составе Никитинского И. И. (руководитель), члена-корреспондента АН Минца И. И. и научного сотрудника Института Маркса-Энгельса-Ленина Сутоцкого С. Б. Группа должна была принять и отправить в СССР русский заграничный исторический архив, переданный правительством Чехословакии в дар Академии наук СССР.
Скончался 31 августа 1947 года. Похоронен в Москве на Новодевичьем кладбище (4 участок, 35 ряд).

## Научная деятельность
В 1929 г. избран членом-корреспондентом АН СССР по Отделению гуманитарных наук (по разряду исторических наук, специальность — история). В 1943 г. утверждён в учёной степени доктора исторических наук.
Основные направления научных исследований:
- история Московского государства XVI—XVII веков
  - открыл «Судебник царя Фёдора Ивановича». «Венцом работ по публикациям источников является открытие С. К. Богоявленским „Судебника царя Фёдора Ивановича“, о существовании которого до него не было известно; он не только напечатал этот ценнейший памятник, но и подверг его всестороннему изучению. Открытие и издание „Судебника царя Фёдора Ивановича“ явилось в своё время исключительно важным событием в области источниковедения», — отметил С. В. Бахрушин[7].
  - обнаружил и издал писцовые книги конца XV века по Шелонской и Бежецкой пятинам,
  - опубликовал работы по истории управления и социальной истории Московского государства, по истории вооружённых сил России;
- история Москвы;
- теория и практика архивного дела и археографии.

«За что бы он ни брался, он умел оживить образным словом изучаемое явление, яркими мазками, иногда с долей юмора рисуя живую жизнь, — писал о коллеге С. В. Бахрушин. — Как историк, он больше всего был историком русского народа XVII в., но у него были прекрасные исследования и по истории русской дипломатии XVIII в., и по истории крестьянской реформы 1861 г., и по истории народов СССР, в частности по истории Узбекистана XIX века. И в пределах XVII в. его интересовали самые разнообразные темы: государственные учреждения, войско, народные движения, быт».

### Избранные труды
- Богоявленский С. К. Войско в Москве в XVI и XVII вв. // Москва в её прошлом и настоящем : Роскошно ил. изд., посвящ. памяти историка Москвы И. Е. Забелина. — М.: Образование, 1910. — Т. 4—5.
- Материалы к археологической карте Московского края // Материалы исследований по археологии Москвы. — М.; Л., 1947. — Т. 1.
- Московские слободы и сотни в XVII в. // Московский край в его прошлом. Часть 2. — М., 1930.
- Богоявленский С. К. Московские смуты XVII в. // Москва в её прошлом и настоящем : Роскошно ил. изд., посвящ. памяти историка Москвы И. Е. Забелина. — М.: Образование, 1910. — Т. 6.
- Богоявленский С. К. Московский приказный аппарат и делопроизводство XVI—XVII веков. — М.: Языки славянской культуры, 2006. — 603 с. — (Наследие москвоведения). — 1000 экз. — ISBN 5-9551-0165-9.
- Богоявленский С. К. Научное наследие : О Москве XVII в. : [Сб.]. — М.: Наука, 1980. — 271 с. — 6300 экз.
- Богоявленский С. К. Некоторые статистические данные по истории русского города XVII ст. — М.: печ. А. И. Снегиревой, 1898. — 24 с. — (Отт. из 1 т. «Тр. Археогр. комис. Имп. Моск. археол. о-ва»).
- Приказные дьяки XVII в. // Исторические записки. — 1937. — Т. 1.
- Богоявленский С. К. Приказные судьи XVII в. [Список]. — М.; Л.: изд-во Акад. наук СССР, 1946. — 316 с. — 4000 экз.
- Расправочная палата при Боярской думе. — М., 1909.
- Богоявленский С. К. Театр в Москве при царе Алексее Михайловиче // Москва в её прошлом и настоящем : Роскошно ил. изд., посвящ. памяти историка Москвы И. Е. Забелина. — М.: Образование, 1910. — Т. 6.
- Богоявленский С. К. Управление Москвой в XVI—XVII вв. // Москва в её прошлом и настоящем : Роскошно ил. изд., посвящ. памяти историка Москвы И. Е. Забелина. — М.: Образование, 1910. — Т. 3.
- Хованщина // Исторические записки. — 1941. — Т. 10.
- Богоявленский С. Яков Александрович Соловьев // Освобождение крестьян : Деятели реформы. [50] : [Сб. ст.]. — М.: Науч. слово, 1911.
- Московский театр при царях Алексее и Петре / Матер., собр. С. К. Богоявленским. — М.: О-во истории и древностей рос. при Моск. ун-те, 1914. — 22+192 с. — (Отт. из Чтений в О-ве истории и древностей рос. при Моск. ун-те. 1914, кн. 2).
- Новгородские писцовые книги, изданные Археографическою комиссиею. — СПб.: тип. Безобразова, 1905. — Т. 5: Книги Шелонской пятины : I. Около 1498 г., II. 1498 г., III. 1499—1551 гг., IV. 1571 г., V. 1576 г. / [Приготовлен к печати С. К. Богоявленским]. — 696 стб.
- Новгородские писцовые книги, изданные Археографическою комиссиею. — СПб.: тип. Безобразова, 1910. — Т. 6: Книги Бежецкой пятины : I. 1501 г., II. 1545 г., III. 1551 г., IV. 1564 г. / [Приготовлен к печати С. К. Богоявленским]. — 1074 стб.
- Том 3: Акты времени Междуцарствия (1610 г. 17 июля-1613 г.) // Смутное время Московского государства, 1604—1613 гг. : Материалы, изд. Имп. О-вом истории и древностей рос. при Моск. ун-те / Под ред. С. К. Богоявленского и И. М. Рябинина. — М., 1915.

См. также:
- Список научных трудов С. К. Богоявленского. Литература о нём / Сост. Н. Я. Крайнева // Археографический ежегодник за 1972 г. — М.: Наука, 1974. — С. 286—290.

## Награды
- орден Трудового Красного Знамени (30.10.1944), в ознаменование 50-летия научной деятельности[7];
- медаль «За доблестный труд в Великой Отечественной войне»[7];
- орден «Знак Почёта» (1945)

## Семья

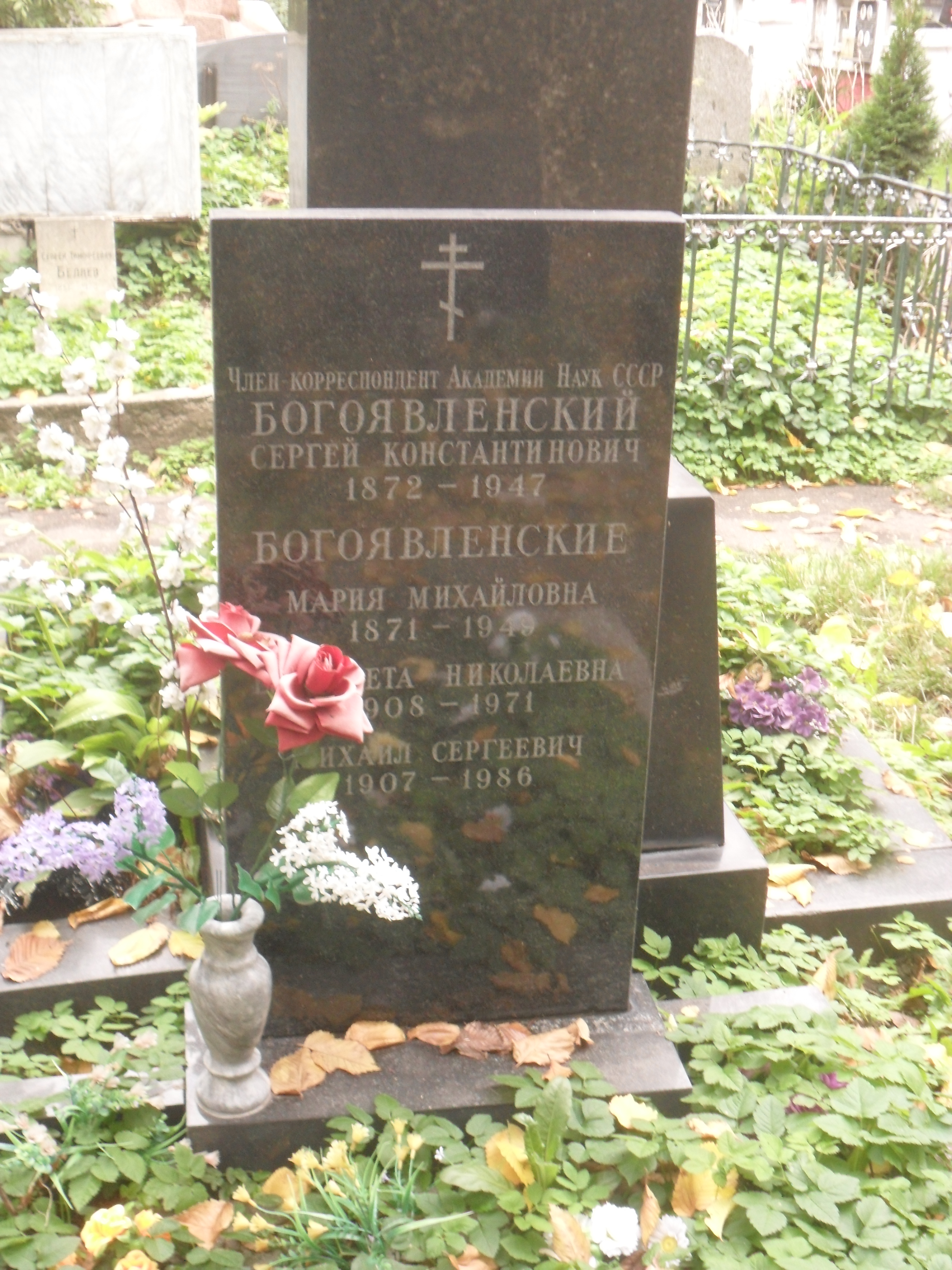
Могила Богоявленского на Новодевичьем кладбище Москвы

- отец — К. И. Богоявленский, протоиерей Покровского собора на Красной площади[5].
- мать — Варвара Сергеевна, дочь С. К. Смирнова, ректора Московской духовной академии[10].
- жена — Мария Михайловна (1871—1949), пианистка, сестра историка М. М. Богословского.
  - сын — Михаил (1907—1986), кандидат технических наук, доцент Московского вечернего металлургического института[15].
  - сын — Константин (1899—1967), профессор, доктор биологических наук, создатель латвийской школы цитологии[6].

## Адреса в Москве
- Фурманный, 10 — собственный дом (построен в 1911 г. по проекту архитектора П. В. Харко)[10].